# Catalina Denis
Catalina Zarate Denis (Bucaramanga, Colombia, 7 de abril de 1985) es una actriz y modelo colombiana.

## Biografía
Nació el 7 de abril de 1985 en la ciudad de Bucaramanga, capital del departamento de Santander en Colombia. Realizó sus estudios primarios y secundarios en esta misma ciudad. Posteriormente se mudó a la ciudad de Bogotá, donde dio sus primeros pasos en la actuación como presentadora de "Sweet" el dulce sabor del chisme. En 2003 decide comenzar sus estudios de actuación por lo cual viaja a Francia. Actualmente reside y trabaja en París, Francia.
Su nombre de soltera es Andrea Catalina Zarate Bernal y tiene una hija llamada Tessa Blue Denis Zarate.

## Carrera
Hizo su debut cinematográfico en 2007 con una breve aparición en la comedia francesa Taxi 4. 
Desempeñó el papel de bailarina de estriptis en la película 2010 LeMac. Más recientementemente ha interpretado el papel de Lola en la película de David Belle, personaje de Brick Mansions, la última película de Paul Walker anterior a muerte en 2013.

## Filmografía
| Año  | Película     | Personaje                 |
| ---- | ------------ | ------------------------- |
| 2007 | Taxi 4       | la fille a la inteligente |
| 2008 | Go Fast      | Gladys                    |
| 2010 | Le Mac       | Luna                      |
| 2010 | Coursier     | Louise                    |
| 2013 | El Túnel     | Veronica                  |
| 2014 | La Fortaleza | Lola                      |